# Dům čp. 339 (Štramberk)
Dům čp. 339 stojí na ulici Hraničky ve Štramberku v okrese Nový Jičín. Roubený dům byl postaven v první polovině 19. století. Byl zapsán do Ústředního seznamu kulturních památek ČR před rokem 1988 a je součástí městské památkové rezervace.

## Historie
Podle urbáře z roku 1558 bylo na náměstí postaveno původně 22 domů s dřevěným podloubím, kterým bylo přiznáno šenkovní právo, a sedm usedlých na předměstí. Uprostřed náměstí stál pivovar. V roce 1614 je uváděno 28 hospodářů, fara, kostel, škola a za hradbami 19 domů. Za panování jezuitů bylo v roce 1656 uváděno 53 domů. První zděný dům čp. 10 byl postaven na náměstí v roce 1799. V roce 1855 postihl Štramberk požár, při němž shořelo na 40 domů a dvě stodoly. V třicátých letech 19. století stálo nedaleko náměstí ještě dvanáct dřevěných domů.
Původní roubený dům čp. 339 byl postaven v první polovině 19. století, je orientován štítovým průčelím do ulice. Objekt je příkladem původní předměstské zástavby ve Štramberku.

## Stavební podoba
Dům je přízemní roubená a zděná stavba na obdélném půdorysu, je orientovaná roubenou štítovou stranou do ulice a stěnou do svahu. Dispozice je trojdílná komoro-chlévního typu. Stavba je roubená z kuláčů a tesaných trámů, jejichž vazbu rozdělující interiér lze vidět v průčelí. Je postavena na vysoké kamenné omítané podezdívce, která vyrovnává prudkou svahovou nerovnost. V podezdívce je sklepní prostor, který byl využíván jako chlév, vchody jsou vedeny z levé i pravé okapové strany. Štítové průčelí je tříosé s kaslíkovými okny v ozdobných rámech. Štít je lichoběžníkový svisle bedněný se dvěma okny, s polovalbou ve vrcholu a s podlomenicí v patě uličního štítu. Střecha vikýřem na levé straně je sedlová krytá šindelem. V zadní části na levé straně je zděný přístavek.